# ناروتو: الرابطة المكسورة
ناروتو: الرابطة المكسورة (بالإنجليزية: The Broken Bond)‏ ، هي لعبة فيديو إلكترونية من نوع أكشن مغامرات ، أنتجها شركة يوبي سوفت مونتريال ونشرت يوبي سوفت سنة 2008م ، وتعمل حصرياً على نظام التشغيل إكس بوكس 360.

## مصدر
1. ↑  "Naruto: The Broken Bond Release Information for Xbox 360". GameFAQs. مؤرشف من الأصل في 2016-03-04. اطلع عليه بتاريخ 2015-07-26.

## وصلات خارجية
- ناروتو: الرابطة المكسورة على موبي غيمز
- Official Site[وصلة مكسورة]